# Yves Le Saux

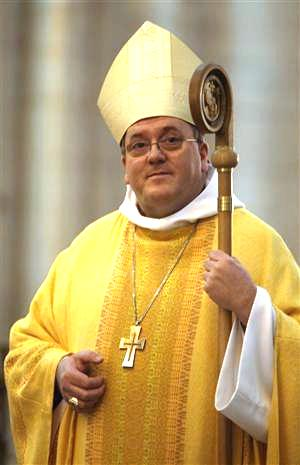
Bischof Yves Le Saux (2012)

Yves Le Saux (* 24. Dezember 1960 in Hennebont, Frankreich) ist ein französischer Geistlicher und römisch-katholischer Bischof von Annecy.

## Leben

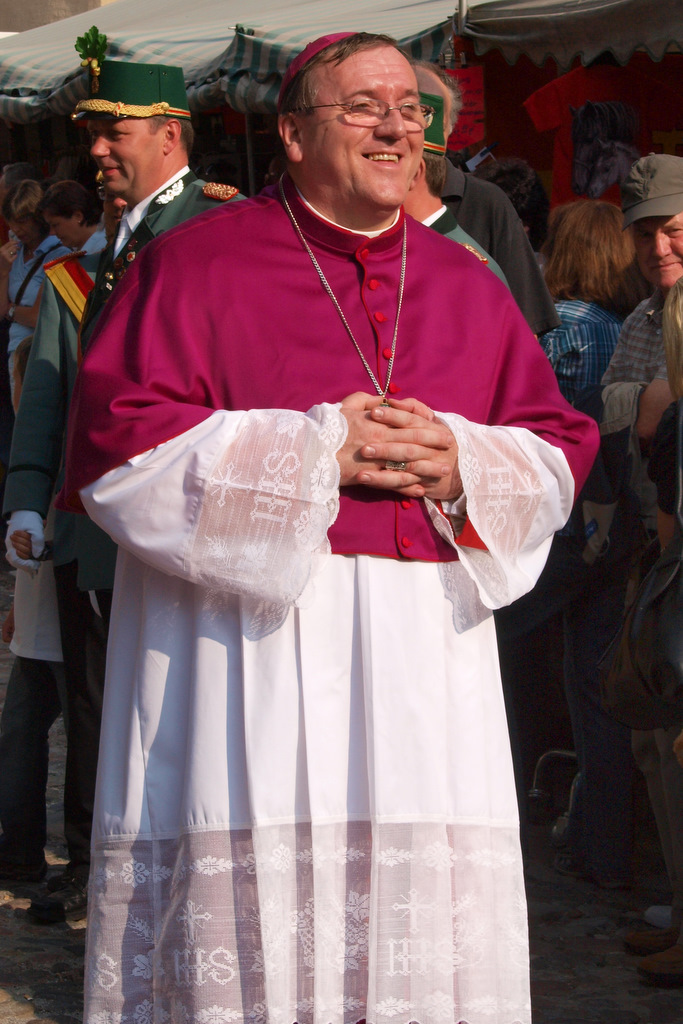
Bischof Yves Le Saux von Le Mans beim Liborifest 2010 in Paderborn

Wappen von Yves Le Saux als Bischof von Le Mans

Yves Le Saux studierte ein Jahr lang am Institut Catholique de Paris und trat dann als Mitglied der Gemeinschaft Emmanuel in das Priesterseminar von Autun ein. Anschließend studierte er Philosophie und Theologie am Institut d’Études Théologiques in Brüssel, wo er einen Bachelor-Abschluss in Theologie erwarb. Der Weihbischof in Autun, Maurice Gaidon, weihte ihn am 15. Februar 1986 in der Basilika Sacré-Cœur in Paray-le-Monial zum Diakon. Am 22. Juni desselben Jahres empfing er als Mitglied der Gemeinschaft Emmanuel in der Konkathedrale Saint-Vincent in Chalon-sur-Saône durch Bischof Armand François M. Le Bourgeois CIM die Priesterweihe für das Bistum Autun.
Er wirkte zunächst als Kaplan in Paray-le-Monial und war von 1994 bis 1997 Assistent des Rektors der dortigen Heiligtümer. Später war er im Bistum Autun bischöflicher Delegat für die Familienpastoral. Seit 2002 war er für alle Priester und Seminaristen der Gemeinschaft Emmanuel verantwortlich.
Am 21. November 2008 wurde er von Papst Benedikt XVI. zum Bischof von Le Mans ernannt. Der Erzbischof von Paris, André Kardinal Vingt-Trois, spendete ihm am 25. Januar 2009 in der Kathedrale von Le Mans die Bischofsweihe. Mitkonsekratoren waren der Erzbischof von Rennes, Pierre d’Ornellas, und der Bischof von Autun, Benoît Rivière. Als Wahlspruch wählte er Jesus, doux et humble de Cœur (Jesus, gütig und von Herzen demütig, Mt 11,29 ).
In der französischen Bischofskonferenz ist er Mitglied der bischöflichen Kommission für das geweihte Leben und ständiger Gast im Rat für Kommunikation. Er ist außerdem Vorsitzender des Redaktionsausschusses von KTO-Télévision Catholique.
Papst Franziskus ernannte ihn am 27. Juni 2022 zum Bischof von Annecy. Die Amtseinführung erfolgte am 21. August desselben Jahres.